# Ciclismo ai Giochi della XXIX Olimpiade - Keirin
La gara di Keirin dei Giochi della XXIX Olimpiade fu corsa il 16 agosto al Laoshan Velodrome di Pechino, in Cina. La medaglia d'oro fu vinta dal britannico Chris Hoy.
Vide la partecipazione di 25 atleti. La prova consiste nell'effettuare otto giri di pista (2 km); i primi cinque giri e mezzo venivano effettuati dietro un mezzo motorizzato che aumentava gradualmente la velocità fino a 50 km/h, lasciando quindi la pista; gli ultimi due giri e mezzo di pista venivano quindi effettuati liberamente dai ciclisti.

## Risultati

### Primo turno
Si svolsero quattro batterie: i primi due atleti di ognuna passarono al turno successivo, mentre gli altri effettuarono i ripescaggi.
Nota: REL relegato ai ripescaggi
| Pos. | Atleta            | Note |
| ---- | ----------------- | ---- |
| 1    | Chris Hoy         | Q    |
| 2    | Carsten Bergemann | Q    |
| 3    | Toshiaki Fushimi  |      |
| 4    | Grégory Baugé     |      |
| 5    | Kamil Kuczyński   |      |
| 6    | Denis Dmitriev    |      |

| Pos. | Atleta            | Note |
| ---- | ----------------- | ---- |
| 1    | Azizulhasni Awang | Q    |
| 2    | Shane Kelly       | Q    |
| 3    | Teun Mulder       |      |
| 4    | Andrii Vynokurov  |      |
| 5    | Sergey Polynskiy  |      |
| 6    | Yong Feng         |      |

| Pos. | Atleta             | Note |
| ---- | ------------------ | ---- |
| 1    | Ross Edgar         | Q    |
| 2    | Josiah Ng          | Q    |
| 3    | Kiyofumi Nagai     |      |
| 4    | Denis Špička       |      |
| 5    | Christos Volikakis |      |
| 6    | Roberto Chiappa    | REL  |

| Pos. | Atleta                  | Note |
| ---- | ----------------------- | ---- |
| 1    | Ryan Bayley             | Q    |
| 2    | Theo Bos                | Q    |
| 3    | Giddeon Massie          |      |
| 4    | Arnaud Tournant         |      |
| 5    | Athanasios Mantzouranis |      |
| 6    | Ricardo Lynch           |      |
| 7    | Maximilian Levy         |      |

#### Ripescaggi primo turno
I vincitori di ogni ripescaggio passarono al secondo turno.
| Pos. | Atleta             | Note |
| ---- | ------------------ | ---- |
| 1    | Arnaud Tournant    | Q    |
| 2    | Christos Volikakis |      |
| 3    | Yong Feng          |      |
| 4    | Toshiaki Fushimi   |      |

| Pos. | Atleta          | Note |
| ---- | --------------- | ---- |
| 1    | Kamil Kuczyński | Q    |
| 2    | Denis Špička    |      |
| 3    | Denis Dmitriev  |      |
| 4    | Teun Mulder     |      |

| Pos. | Atleta           | Note |
| ---- | ---------------- | ---- |
| 1    | Kiyofumi Nagai   | Q    |
| 2    | Andrii Vynokurov |      |
| 3    | Ricardo Lynch    |      |
| 4    | Sergey Polynskiy |      |

| Pos. | Atleta                  | Note |
| ---- | ----------------------- | ---- |
| 1    | Grégory Baugé           | Q    |
| 2    | Maximilian Levy         |      |
| 3    | Athanasios Mantzouranis |      |
| 4    | Giddeon Massie          |      |
| 5    | Roberto Chiappa         |      |

### Semifinali
I 12 atleti qualificati si affrontarono in due batterie da sei ognuna; i primi 3 si qualificarono per la finale.
| Pos. | Atleta          | Note |
| ---- | --------------- | ---- |
| 1    | Chris Hoy       | Q    |
| 2    | Shane Kelly     | Q    |
| 3    | Arnaud Tournant | Q    |
| 4    | Josiah Ng       |      |
| 5    | Grégory Baugé   |      |
| 6    | Ryan Bayley     |      |

| Pos. | Atleta            | Note |
| ---- | ----------------- | ---- |
| 1    | Ross Edgar        | Q    |
| 2    | Kiyofumi Nagai    | Q    |
| 3    | Carsten Bergemann | Q    |
| 4    | Azizulhasni Awang |      |
| 5    | Theo Bos          |      |
| 6    | Kamil Kuczyński   |      |

### Turno finale

#### Finale 7º – 12º posto
Nota: DNS non partito
| Pos. | Atleta            | Note |
| ---- | ----------------- | ---- |
| 7    | Grégory Baugé     |      |
| 8    | Ryan Bayley       |      |
| 9    | Josiah Ng         |      |
| 10   | Azizulhasni Awang |      |
| 11   | Kamil Kuczyński   |      |
| -    | Theo Bos          | DNS  |

#### Finale 1º – 6º posto
| Pos. | Atleta            | Note |
| ---- | ----------------- | ---- |
| 1    | Chris Hoy         |      |
| 2    | Ross Edgar        |      |
| 3    | Kiyofumi Nagai    |      |
| 4    | Shane Kelly       |      |
| 5    | Carsten Bergemann |      |
| 6    | Arnaud Tournant   |      |